# Senyal discret

Senyal amb mostreig discret

Senyal digital

Un senyal discret  o senyal de temps discret  és una sèrie temporal formada per una seqüència de quantitats. En altres paraules, és una sèrie de temps és una funció sobre un domini d'enters discrets. Cada valor de la seqüència s'anomena mostra.
A diferència d'un senyal continu en el temps, un senyal discret no és una funció contínua d'un argument, encara que pot haver-se obtingut per mostratge a partir d'un senyal continu en el temps. Un senyal discret és una seqüència de valors espaiats uniformement en el temps que es corresponen amb els d'un senyal continu, i que té associat una freqüència de mostreig. La taxa de mostreig no és present en la seqüència de dades, de manera que s'ha d'associar com un element separat de les dades.

## Adquisició
Els senyals discrets poden tenir diversos orígens, però generalment es poden classificar en dos grups:
- Procedents de l'adquisició de valors d'un senyal analògic, (amb taxa constant o variable). Aquest procés s'anomena mostratge.[2]
- Obtinguts acumulant els valor d'una variable en el temps. Per exemple, el nombre de persones que agafen un ascensor cada dia.

## Senyals digitals
Un senyal digital és un senyal discret que pren només un conjunt discret de valors. El procés de convertir un senyal de temps discret i valors-continus en un senyal digital (de temps discret i valors-discrets) es coneix com a quantificació. Aquest procés, també conegut com a conversió analògica-digital, perd la informació (per truncament o arrodoniment dels valors del mostratge). És a dir, els valors d'un senyal discret són tan sols una aproximació del senyal original amb valors-continus.
Generalment els senyals digitals es representen a la pràctica amb 8-bit (256 nivells), 16 bits (65.536 nivells), 32 bits (4.300.000.000 nivells), i així successivament, tot i que qualsevol nombre de nivells de quantificació és possible, no només les potències de dos.
Com a avantatges principals (enfront del senyal continu) té:
- Quantificació, que ens permet manejar més fàcilment la informació del senyal.
- Facilitat per la detecció i correcció d'errors

I com a principal desavantatge (enfront del senyal continu):
- Menys precisió
- Necessita més amplada de banda per ser tramés.
- Necessita una sincronització molt precisa entre els rellotges del receptor i transmissor, ja que una petita desincronització podria canviar el senyal sencer.